# شون جي ون
شون جي ون (18 مارس 1981 كوريا الجنوبية - ) هو لاعب كرة قدم كوري جنوبي، شارك في الألعاب الأولمبية الصيفية 2004.

## روابط خارجية
- شون جي ون على موقع دوري كوريا الجنوبية (الإنجليزية)
- شون جي ون على موقع قاعدة بيانات كرة القدم.إي يو (الإنجليزية)
- شون جي ون على موقع أوليمبيديا (الإنجليزية)